# Jagiellonia Białystok w sezonie 1991/1992

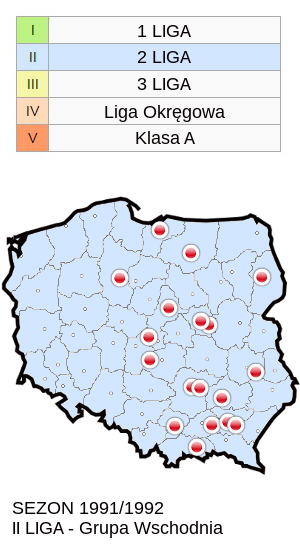
BOZPN - Zespoły występujące w II lidze w sezonie 1991/92

Jagiellonia Białystok przystąpiła do rozgrywek II ligi grupy II (wschodniej) oraz Pucharu Polski od III rundy.

## II poziom rozgrywkowy
Jagiellonia przystąpiła do rozgrywek jako faworyt do awansu, drużyna nie zawiodła i po emocjonującej końcówce sezonu awansowała do I ligi. Kolejnym dobrym transfere był pozyskany z Dynama Mińsk, strzelec 8 bramek Wiktor Sokol. Do zespołu dołączyli młodzi wychowankowie, min. Tomasz Frankowski, Marek Citko, Jacek Chańko, Daniel Bogusz, Mariusz Piekarski, którzy wraz ze zespołem juniorów zdobyli tytuł Mistrza Polski Juniorów w roku 1992.
Jagiellonia rozgrywała mecze na swoim stadionie przy ul.Jurowieckiej 21.
Sztab szkoleniowy: trener - Mirosław Mojsiuszko /zm. Grzegorz Szerszenowicz, II trener - Tadeusz Gaszyński /zm. Mirosław Sowiński, lekarz - Zdzisław Koryszewski, masażysta - Jerzy Seliga, kierownik sekcji - Leszek Zubrzycki.
Puchar Polski

Jagiellonia pokonała w III rundzie (na wyjeździe) Jeziorak Iława 1:3 (po dogrywce), następnie rundzie zwyciężyła (u siebie) z Motorem Lublin 3:2. W 1/8 finału Jagiellonię zatrzymał I ligowy Widzew Łódź, przegrywając 1:3 drużyna odpadła z dalszej rywalizacji. 

## Końcowa Tabela II Ligi (grupa II - wschodnia)
| Lp. | Drużyna                | M  | Z  | R  | P  | Bramki | Bramki | Różn. | Pkt. | Uwagi              |
| --- | ---------------------- | -- | -- | -- | -- | ------ | ------ | ----- | ---- | ------------------ |
| 1   | Siarka Tarnobrzeg      | 34 | 16 | 12 | 6  | 46     | 25     | +21   | 44   | Awans do I ligi    |
| 2   | Jagiellonia Białystok  | 34 | 17 | 9  | 8  | 53     | 28     | +25   | 43   | Awans do I ligi    |
| 3   | Stal Rzeszów           | 34 | 15 | 13 | 6  | 44     | 28     | +16   | 43   |                    |
| 4   | Boruta Zgierz (b)      | 34 | 17 | 8  | 9  | 42     | 27     | +15   | 42   |                    |
| 5   | Chemik Bydgoszcz (b)   | 34 | 15 | 10 | 9  | 49     | 37     | +12   | 40   |                    |
| 6   | Błękitni Kielce (b)    | 34 | 13 | 12 | 9  | 32     | 20     | +12   | 38   |                    |
| 7   | Polonia Warszawa (b)   | 34 | 14 | 10 | 10 | 49     | 41     | +8    | 38   |                    |
| 8   | Avia Świdnik (b)       | 34 | 12 | 14 | 8  | 37     | 35     | +2    | 38   |                    |
| 9   | GKS Bełchatów (b)      | 34 | 11 | 14 | 9  | 31     | 29     | +2    | 36   |                    |
| 10  | Petrochemia Płock (b)  | 34 | 11 | 13 | 10 | 32     | 25     | +7    | 35   |                    |
| 11  | Resovia Rzeszów        | 34 | 13 | 8  | 13 | 45     | 38     | +7    | 34   |                    |
| 12  | Stomil Olsztyn (b)     | 34 | 11 | 10 | 13 | 38     | 45     | -7    | 32   |                    |
| 13  | Korona Kielce          | 34 | 12 | 7  | 15 | 38     | 38     | 0     | 31   |                    |
| 14  | Wisłoka Dębica (b)     | 34 | 8  | 14 | 12 | 27     | 37     | -10   | 30   |                    |
| 15  | Gwardia Warszawa       | 34 | 9  | 11 | 14 | 38     | 50     | -12   | 29   | Spadek do III ligi |
| 16  | Olimpia Elbląg (b)     | 34 | 8  | 7  | 19 | 26     | 61     | -35   | 23   | Spadek do III ligi |
| 17  | Sandecja Nowy Sącz (b) | 34 | 5  | 9  | 20 | 27     | 54     | -27   | 19   | Spadek do III ligi |
| 18  | Cracovia (b)           | 34 | 4  | 9  | 21 | 26     | 62     | -36   | 17   | Spadek do III ligi |

## Skład, transfery
| Nr | Zawodnik              | Poz. | Data ur.   | Wz.  | Mecze | Br. | Transfer z/do                                           | Ostatni klub             |
| -- | --------------------- | ---- | ---------- | ---- | ----- | --- | ------------------------------------------------------- | ------------------------ |
|    | Mirosław Dymek w      | BR   | 25.02.1970 | 1,91 | 28    | 0   |                                                         | (wychowanek)             |
|    | Andrzej Heller        | BR   | 2.11.1964  | 1,80 | 6     | 0   | 99(j) z MZKS Wasilków                                   | MZKS Wasilków            |
|    | Marek Sawicki         | BR   | 22.03.1973 | 1,82 | 0     | 0   | 91(j) z drużyny rezerw                                  | Jagiellonia II Białystok |
|    | Daniel Bogusz w       | OB   | 21.09.1974 | 1,80 | 14    | 1   | 91(j) z drużyny rezerw                                  | (wychowanek)             |
|    | Piotr Dobrowolski w   | OB   | 29.01.1974 | 1,84 | 1     | 0   | 91(j) z drużyny rezerw                                  | (wychowanek)             |
|    | Bartosz Jurkowski w   | OB   | 30.03.1974 | 1,84 | 8     | 0   | 90(j) z drużyny rezerw                                  | (wychowanek)             |
|    | Jacek Chańko w        | OB   | 25.01.1974 | 1,85 | 13    | 0   |                                                         | (wychowanek)             |
|    | Marcin Manelski       | OB   | 24.09.1971 | 1,80 | 26    | 0   |                                                         | Włókniarz Białystok      |
|    | Jarosław Bartnowski w | OB   | 26.11.1963 | 1,77 | 31    | 0   |                                                         | AZS-AWF Warszawa         |
|    | Dariusz Ostaszewski w | OB   | 21.10.1969 | 1,80 | 1     | 0   |                                                         | (wychowanek)             |
|    | Andrzej Ambrożej      | OB   | 20.09.1965 | 1,76 | 33    | 3   |                                                         | Jagiellonia II Białystok |
|    | Dariusz Drągowski w   | PO   | 3.10.1970  | 1,77 | 12    | 1   |                                                         | (wychowanek)             |
|    | Wiesław Romaniuk      | PO   | 10.01.1963 | 1,75 | 29    | 8   |                                                         | Włókniarz Białystok      |
|    | Janusz Szugzda w      | PO   | 14.10.1962 | 1,80 | 34    | 13  |                                                         | Gwardia Warszawa         |
|    | Marek Witkowski       | PO   | 12.09.1970 | 1,78 | 23    | 1   |                                                         | Jagiellonia II Białystok |
|    | Robert Grzanka        | PO   | 6.09.1962  | 1,74 | 29    | 1   |                                                         | Górnik Zabrze            |
|    | Piotr Zajączkowski    | PO   | 8.03.1966  | 1,73 | 27    | 0   |                                                         | Broń Radom               |
|    | Jacek Complak         | PO   | 20.08.1964 | 1,77 | 0     | 0   | 92(w) powrót z Francji · po sezonie do MZKS Wasilków    | Gwardia Białystok        |
|    | Robert Raczkowski     | NA   | 27.07.1971 | 1,70 | 3     | 0   | 92(w) z drużyny rezerw · po sezonie do Hetman Białystok | Jagiellonia II Białystok |
|    | Samuel Tomar w        | NA   | 11.08.1973 | 1,80 | 0     | 0   | 92(w) z drużyny rezerw                                  | (wychowanek)             |
|    | Sławomir Głębocki     | NA   | 8.12.1970  | 1,75 | 3     | 0   |                                                         | Jagiellonia II Białystok |
|    | Tomasz Giedrojć       | NA   | 24.09.1969 | 1,77 | 15    | 1   |                                                         | Wigry Suwałki            |
|    | Marek Citko           | NA   | 27.03.1974 | 1,77 | 0     | 0   |                                                         | Jagiellonia II Białystok |
|    | Siergiej Sołodownikow | NA   | 2.11.1958  | 1,72 | 24    | 4   |                                                         | Chemik Grodno            |
|    | Ryszard Ostrowski     | NA   | 19.04.1968 | 1,70 | 34    | 7   | 90(j) z Mazur Ełk                                       | Mazur Ełk                |
|    | Wiktor Sokol          | NA   | 5.12.1954  | 1,80 | 17    | 8   | 91(w) z Dynamo Mińsk                                    | Dynamo Mińsk             |
|    | Tomasz Frankowski w   | NA   | 16.08.1974 | 1,72 | 3     | 0   | 92(w) z drużyny rezerw                                  | (wychowanek)             |
|    | bramka samobójcza     |      |            |      |       | 2   |                                                         |                          |
|    | Mirosław Sowiński     | BR   | 15.01.1956 | 1,88 | 33    | 0   | 91(j) zkończenie kariery                                | Szombierki Bytom         |
|    | Zbigniew Byrdy        | BR   | b.d.       | -    | 0     | 0   | 91(w) z Warta Poznań                                    | Górnik Zabrze            |
|    | Siergiej Niefiodow    | OB   | 1.12.1959  | 1,83 | 12    | 1   | 92(w) do Chemik Grodno                                  | Chemik Grodno            |
|    | Sławomir Kopczewski   | BR   | 5.08.1971  | -    | 0     | 0   | 91(j) do AZS-AWF Biała Podlaska                         | Gwardia Białystok        |
|    | Zbigniew Szugzda w    | NA   | 29.03.1970 | 1,90 | 13    | 2   | 92(w) do MZKS Wasilków                                  | (wychowanek)             |

## Mecze
| Mecze i wyniki | Mecze i wyniki       | Mecze i wyniki    | Mecze i wyniki | Mecze i wyniki | Mecze i wyniki     | Mecze i wyniki | Mecze i wyniki                                                                     | Poz w lidze. | Poz w lidze. | Poz w lidze. |
| Lp. | Data                 | Rozgrywki         | F.             | D/W            | Przeciwnik         | Wynik          | Strzelcy bramek                                                                    | M.           | P.           | Br.          |
| --- | -------------------- | ----------------- | -------------- | -------------- | ------------------ | -------------- | ---------------------------------------------------------------------------------- | ------------ | ------------ | ------------ |
| 1 1105 | 28.07.1991 Nowy Sącz | II Liga - 1 kol.  | 6500           | W              | Sandecja Nowy Sącz | 0:1            | Sołodownikow 79'                                                                   | 5            | 2            | 1:0          |
| 2 1106 | 04.08.1991 Białystok | II Liga - 2 kol.  | b.d.           | D              | Wisłoka Dębica     | 1:3            | Romaniuk 88'                                                                       | 14           | 2            | 2:3          |
| 3 1107 | 10.08.1991 Olsztyn   | II Liga - 3 kol.  | 5000           | W              | Stomil Olsztyn     | 1:0            |                                                                                    | 16           | 2            | 2:4          |
| 4 1108 | 18.08.1991 Białystok | II Liga - 4 kol.  | 1000           | D              | GKS Bełchatów      | 3:0            | J.Szugzda 41' Witkowski 69' Romaniuk 88'                                           | 5            | 4            | 5:4          |
| 5 28 | 21.08.1991 Iława     | PP - III runda    | 4000           | W              | Jeziorak Iława     | 1:3(d)         | Ambrożej 48' Z.Szugzda 110' 120'                                                   | awans        | awans        | awans        |
| 6 1109 | 25.08.1991 Kielce    | II Liga - 5 kol.  | 3000           | W              | Korona Kielce      | 0:1            | Sołodownikow 19'                                                                   | 5            | 6            | 6:4          |
| 7 1110 | 28.08.1990 Białystok | II Liga - 6 kol.  | 1500           | D              | Gwardia Warszawa   | 5:3            | Ambrożej 21' Ostrowski 32' Grzanka 45' Sołodownikow 46' Romaniuk 83'               | ?            | 8            | 11:7         |
| 8 1111 | 1.09.1991 Kraków     | II Liga - 7 kol.  | 6000           | W              | Cracovia           | 1:3            | Z.Szugzda 30' 77' J.Szugzda 90'                                                    | 3            | 10           | 14:8         |
| 9 29 | 04.09.1991 Białystok | PP - 1/16         | 2000           | D              | Motor Lublin       | 3:2            | Ambrożej 56' 86' Z.Szugzda 69'                                                     | awans        | awans        | awans        |
| 10 1112 | 8.09.1991 Elbląg     | II Liga - 8 kol.  | 2500           | W              | Olimpia Elbląg     | 1:1            | J.Szugzda 88'                                                                      | 3            | 11           | 15:9         |
| 11 1113 | 15.09.1991 Białystok | II Liga - 9 kol.  | 2000           | D              | Stal Rzeszów       | 1:2            | Ambrożej 9'                                                                        | 4            | 11           | 16:11        |
| 12 1114 | 22.09.1991 Świdnik   | II Liga - 10 kol. | 1000           | W              | Avia Świdnik       | 1:0            |                                                                                    | 6            | 11           | 16:12        |
| 13 1115 | 28.09.1991 Białystok | II Liga - 11 kol. | 1500           | D              | Petrochemia Płock  | 2:1            | Niefiodow 28'(k) Ambrożej 59'                                                      | 4            | 13           | 18:13        |
| 14 1116 | 6.10.1991 Bydgoszcz  | II Liga - 12 kol. | 3000           | W              | Chemik Bydgoszcz   | 1:1            | Sołodownikow 90'                                                                   | 4            | 14           | 19:14        |
| 15 1117 | 13.10.1991 Białystok | II Liga - 13 kol. | 1500           | D              | Błękitni Kielce    | 1:0            | J.Szugzda 32'                                                                      | 3            | 16           | 20:14        |
| 16 1118 | 19.10.1991 Warszawa  | II Liga - 14 kol. | 3000           | W              | Polonia Warszawa   | 1:0            |                                                                                    | 8            | 16           | 20:15        |
| 17 1119 | 26.10.1991 Białystok | II Liga - 15 kol. | 800            | D              | Boruta Zgierz      | 2:0            | Ostrowski 8' J.Szugzda 67'                                                         | 4            | 18           | 22:15        |
| 18 1120 | 3.11.1991 Tarnobrzeg | II Liga - 16 kol. | 4500           | W              | Siarka Tarnobrzeg  | 2:1            | Ostrowski 37'                                                                      | 5            | 18           | 23:17        |
| 19 1121 | 10.11.1991 Białystok | II Liga - 17 kol. | 1000           | D              | Resovia Rzeszów    | 1:0            | Romaniuk 71'                                                                       | 4            | 20           | 24:17        |
| 20 30 | 20.11.1991 Białystok | PP - 1/8          | 2000           | D              | Widzew Łódź        | 1:3            | Frankowski 78'                                                                     | odpadnięcie  | odpadnięcie  | odpadnięcie  |
| 21 1122 | 08.03.1992 Białystok | II Liga - 18 kol. | 2500           | D              | Sandecja Nowy Sącz | 2:0            | Ostrowski 30' Romaniuk 54'                                                         | 3            | 22           | 26:17        |
| 22 1123 | 15.03.1992 Dębica    | II Liga - 19 kol. | 2000           | W              | Wisłoka Dębica     | 1:1            | Romaniuk 86'                                                                       | 3            | 23           | 27:18        |
| 23 1124 | 22.03.1992 Białystok | II Liga - 20 kol. | 2500           | D              | Stomil Olsztyn     | 1:0            | Sokol 32'                                                                          | 4            | 25           | 28:18        |
| 24 1125 | 28.03.1992 Bełchatów | II Liga - 21 kol. | 2500           | W              | GKS Bełchatów      | 1:0            |                                                                                    | 6            | 25           | 28:19        |
| 25 1126 | 04.04.1992 Białystok | II Liga - 22 kol. | 1000           | D              | Korona Kielce      | 4:1            | Ostrowski 43' Romaniuk 63' (sam)69' Sokol 70'                                      | 3            | 27           | 32:20        |
| 26 1127 | 12.04.1992 Warszawa  | II Liga - 23 kol. | 1000           | W              | Gwardia Warszawa   | 1:3            | Sokol 7'(k) 89' J.Szugzda 16'                                                      | 2            | 29           | 35:21        |
| 27 1128 | 18.04.1992 Białystok | II Liga - 24 kol. | 2500           | D              | Cracovia           | 1:1            | Sokol 16'(k)                                                                       | 2            | 30           | 36:22        |
| 28 1129 | 25.04.1992 Białystok | II Liga - 25 kol. | 3500           | D              | Olimpia Elbląg     | 7:0            | J.Szugzda 56' 70' 83', Romaniuk 42' Giedrojć 64', Łukaszewicz 82'(sam), Bogusz 85' | 2            | 32           | 43:22        |
| 29 1130 | 29.04.1992 Rzeszów   | II Liga - 26 kol. | 3000           | W              | Stal Rzeszów       | 1:1            | Drągowski 38'                                                                      | 2            | 33           | 44:23        |
| 30 1131 | 02.05.1992 Białystok | II Liga - 27 kol. | 3000           | D              | Avia Świdnik       | 5:0            | J.Szugzda 20' 25' 90', Sokol 12', Ostrowski 51'                                    | 2            | 35           | 49:23        |
| 31 1132 | 09.05.1992 Płock     | II Liga - 28 kol. | 2500           | W              | Petrochemia Płock  | 0:0            |                                                                                    | 2            | 36           | 49:23        |
| 32 1133 | 16.05.1992 Białystok | II Liga - 29 kol. | 4000           | D              | Chemik Bydgoszcz   | 2:2            | Ostrowski 20' Sokol 48'                                                            | 2            | 37           | 51:25        |
| 33 1134 | 24.05.1992 Kielce    | II Liga - 30 kol. | 2000           | W              | Błękitni Kielce    | 3:0            |                                                                                    | 2            | 37           | 51:28        |
| 34 1135 | 30.05.1992 Białystok | II Liga - 31 kol. | 5000           | D              | Polonia Warszawa   | 0:0            |                                                                                    | 3            | 38           | 51:28        |
| 35 1136 | 07.06.1992 Zgierz    | II Liga - 32 kol. | 5000           | W              | Boruta Zgierz      | 0:0            |                                                                                    | 3            | 39           | 51:28        |
| 36 1137 | 13.06.1992 Białystok | II Liga - 33 kol. | 4000           | D              | Siarka Tarnobrzeg  | 1:0            | Sokol 79'(k)                                                                       | 2            | 41           | 52:28        |
| 37 1138 | 20.06.1992 Rzeszów   | II Liga - 34 kol. | 5000           | W              | Resovia Rzeszów    | 0:1            | J.Szugzda 53'                                                                      | 2            | 43           | 53:28        |
| - rozgrywki ligowe, - rozgrywki pucharu polski, - rozgrywki pucharu ligi, - rozgrywki ligi europejskiej, - mecze barażowe lub eliminacyjne, - inne. Liczba meczów w sezonie:1 2 (wszystkie mecze na najwyższym poziomie rozgrywkowym)3 (wszystkie mecze w rozgrywkach ligowych bez baraży) , Puchar Polski: 2 (mecze Pucharu Polski na szczeblu centralnym)3 (wszystkie mecze w Pucharze Polski) |                      |                   |                |                |                    |                |                                                                                    |              |              |              |

## Mecze towarzyskie
- Od 15 lipca 1911 ośmiodniowy obóz w Augustowie.
- Od 25 lutego 1992 kilkudniowe zgrupowanie w Krakowie.

| Lp. | Data, Kraj, Miasto   | Mecze   | F. | D/W | Przeciwnik                          | Wynik | Strzelcy bramek                                                                                          |
| --- | -------------------- | ------- | -- | --- | ----------------------------------- | ----- | --- |
| 1   | 15.07.1991 Supraśl   | tow.    | -  | N   | Polonia Warszawa (2 poz.)           | 2:1   | b.d. |
| 2   | 17.07.1991 Augustów  | sparing | -  | N   | MZKS Wasilków (4 poz.)              | b.d.  | |
| 3   | 21.07.1991 Augustów  | sparing | -  | N   | Olimpia Zambrów (3 poz.)            | b.d.  | |
| 4   | 11.09.1991 Białystok | tow.    | -  | D   | ESPOV Eindhoven (drużyna policyjna) | 12:2  | Witkowski, J.Szugzda x3 Sołodownikow x 2, Frankowski x2, Ambrożej x2, Bartnowski x2, Z.Szugzda, Grzanka. |
| 5   | 29.09.1991 Białystok | tow.    | -  | D   | Al-Masry Port Said (1 poz.)         | 0:2   | |
| 6   | 30.11.1991 Lega      | tow.    | -  | W   | Mazur Ełk                           | 1:5   | J.Szugzda 15' 34' Frankowski 30' 58' Z.Szugzda 79'                                                       |
| 7   | 22.01.1992 Białystok | tow.    | -  | D   | MZKS Wasilków (4 poz.)              | 1:1   | b.d. |
| 8   | 8.02.1992 Białystok  | tow.    | -  | D   | Olimpia Zambrów (3 poz.)            | 3:3   | Zajączkowski (k), Witkowski, J.Szugzda                                                                   |
| 9   | 15.02.1992 Warszawa  | tow.    | -  | W   | Legia Warszawa (1 poz.)             | 1:0   | |
| 10  | 19.02.1992 Białystok | tow.    | -  | D   | Polkolor Piaseczno (3 poz.)         | 7:1   | Giedrojć x3, Frankowski x2, Romaniuk, Z.Szugzda                                                          |
| 11  | 22.02.1992 Białystok | sparing | -  | D   | ŁKS Łomża (3 poz.)                  | 5:1   | Kulesza, Ostrowski x3, Grzanka                                                                           |
| 12  | 22.02.1992 Białystok | sparing | -  | D   | Wigry Suwałki (3 poz.)              | 3:3   | Frankowski x2, Chańko                                                                                    |
| 13  | 26.02.1992 Kraków    | sparing | -  | W   | Hutnik Kraków (1 poz.)              | 6:1   | b.d. |
| 14  | 27.02.1992 Kraków    | sparing | -  | W   | Cracovia (2 poz.)                   | 2:3   | b.d. |
| 15  | 29.02.1992 Chorzów   | sparing | -  | W   | Ruch Chorzów (1 poz.)               | 2:1   | Ostrowski 44'                                                                                            |
| 16  | 3.03.1992 Białystok  | tow.    | -  | D   | MZKS Wasilków (4 poz.)              | 2:3   | Sokol, Witkowski                                                                                         |
| 17  | 6.04.1992 Białystok  | tow.    | -  | D   | Dynamo Mińsk (1 poz.)               | 2:4   | Sokol 19' J.Szugzda 31'                                                                                  |

## Mistrzostwa Polski juniorów
- Trener - Ryszard Karalus, skład - Kudrycki,  Bagiński, Jurkowski, Rokicki, Bogusz, Chańko, Piekarski, Poniewozik, Citko, Frankowski, Tomar, zmiennicy: Struczewski, Dobrowolski, Aleksin, Baranowski.
- Mecze rozgrywano na stadionach Jagiellonii, Hetmana i MZKS Wasilków.
- Druga grupa półfinałów odbyła się w Łodzi, gdzie zwyciężyła drużyna Orła Łódź.

| Lp. | Data, Kraj, Miasto           | Mecze             | F.   | D/W | Przeciwnik         | Wynik | Strzelcy bramek                                              |
| --- | ---------------------------- | ----------------- | ---- | --- | ------------------ | ----- | ------------------------------------------------------------ |
| 1   | 27.06.1992 Białystok         | MP Jun. Półfinały | 200  | N   | Hutnik Kraków Jun. | 0:0   |                                                              |
| 2   | 28.06.1992 Białystok         | MP Jun. Półfinały | 1000 | N   | Lublinianka Jun.   | 2:1   | Poniewozik 44'(k) Chańko 74'                                 |
| 3   | 30.06.1992 Białystok         | MP Jun. Półfinały | 1000 | N   | Ruch Chorzów Jun.  | 5:1   | Citko 2' Tomar 5' Piekarski 34' Bogusz 62' Poniewozik 76'(k) |
| 4   | 5.07.1992 Białystok          | MP Jun. Finał 1   | 1000 | D   | Orzeł łódź Jun.    | 4:0   | Tomar 15' 79' Frankowski 29' 79'                             |
| 5   | 5.07.1992 Aleksandrów Łódzki | MP Jun. Finał 2   | 1000 | W   | Orzeł łódź Jun.    | 3:6   | Tomar 6' 35' Chańko 22' Frankowski 37' (brak x2)             |

Tabela turnieju półfinałowego - grupa I
| Lp. | Zespół                     | M. | Pkt. | Bramki | Opis  |
| --- | -------------------------- | -- | ---- | ------ | ----- |
| 1   | Jagiellonia Białystok Jun. | 3  | 5    | 7:2    | finał |
| 2   | Hutnik Kraków Jun.         | 3  | 4    | 5:3    |       |
| 3   | Lublinianka Jun.           | 3  | 2    | 5:6    |       |
| 4   | Ruch Chorzów Jun.          | 3  | 1    | 2:8    |       |

- Mecze: Ruch Chorzów - Lublinianka 0:2, Hutnik Kraków : Ruch Chorzów 1:1, Lublinianka - Hutnik 2:4.